# Martenroth

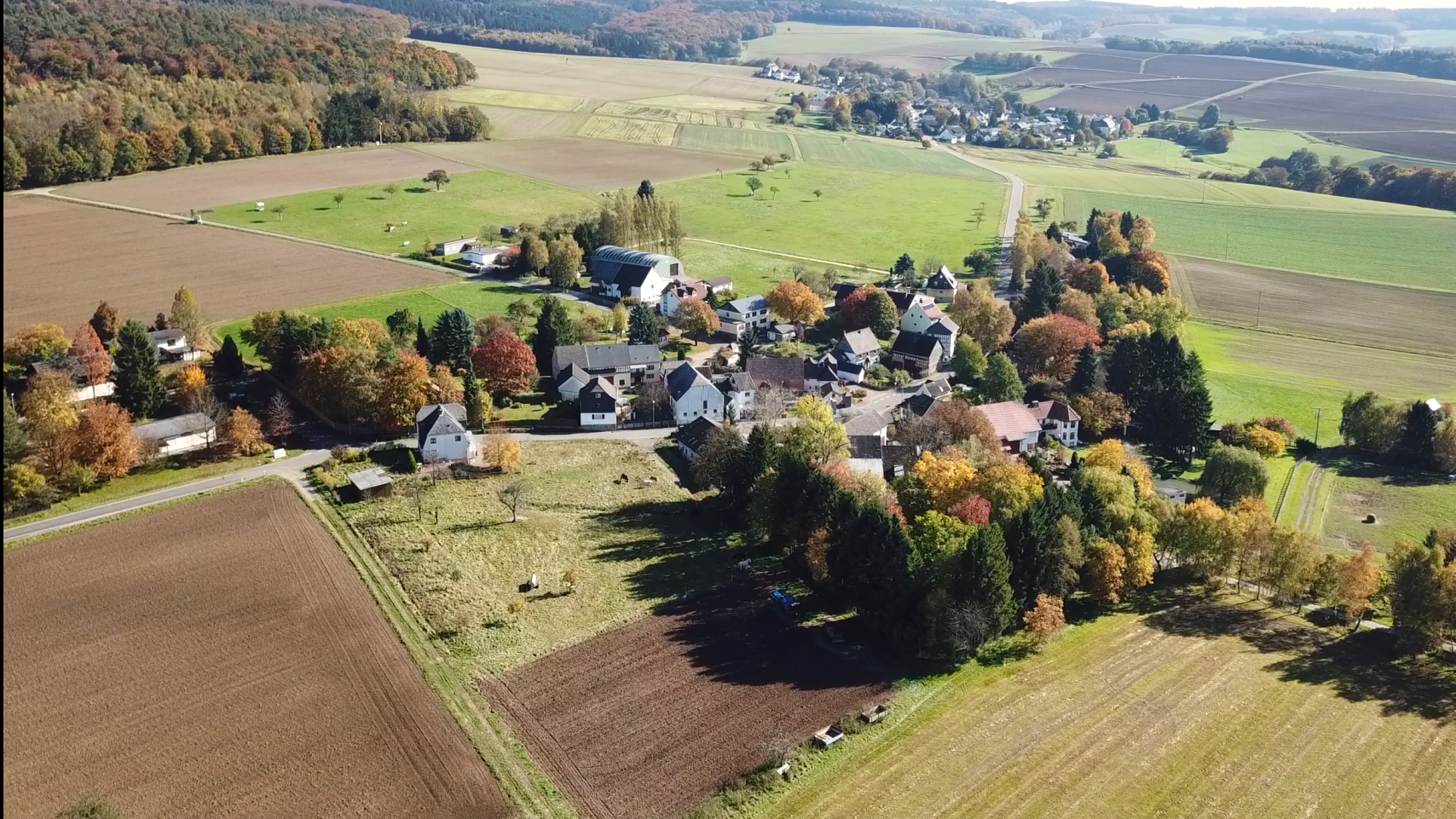
Luftbild von Heidenrod-Martenroth im Rheingau-Taunus-Kreis.

Martenroth ist mit etwa 85 Einwohnern der kleinste Ortsteil der Flächengemeinde Heidenrod im südhessischen Rheingau-Taunus-Kreis.

## Geographie
Der Ort liegt im westlichen Taunus. In Ortsnähe verläuft die Bäderstraße.

## Geschichte

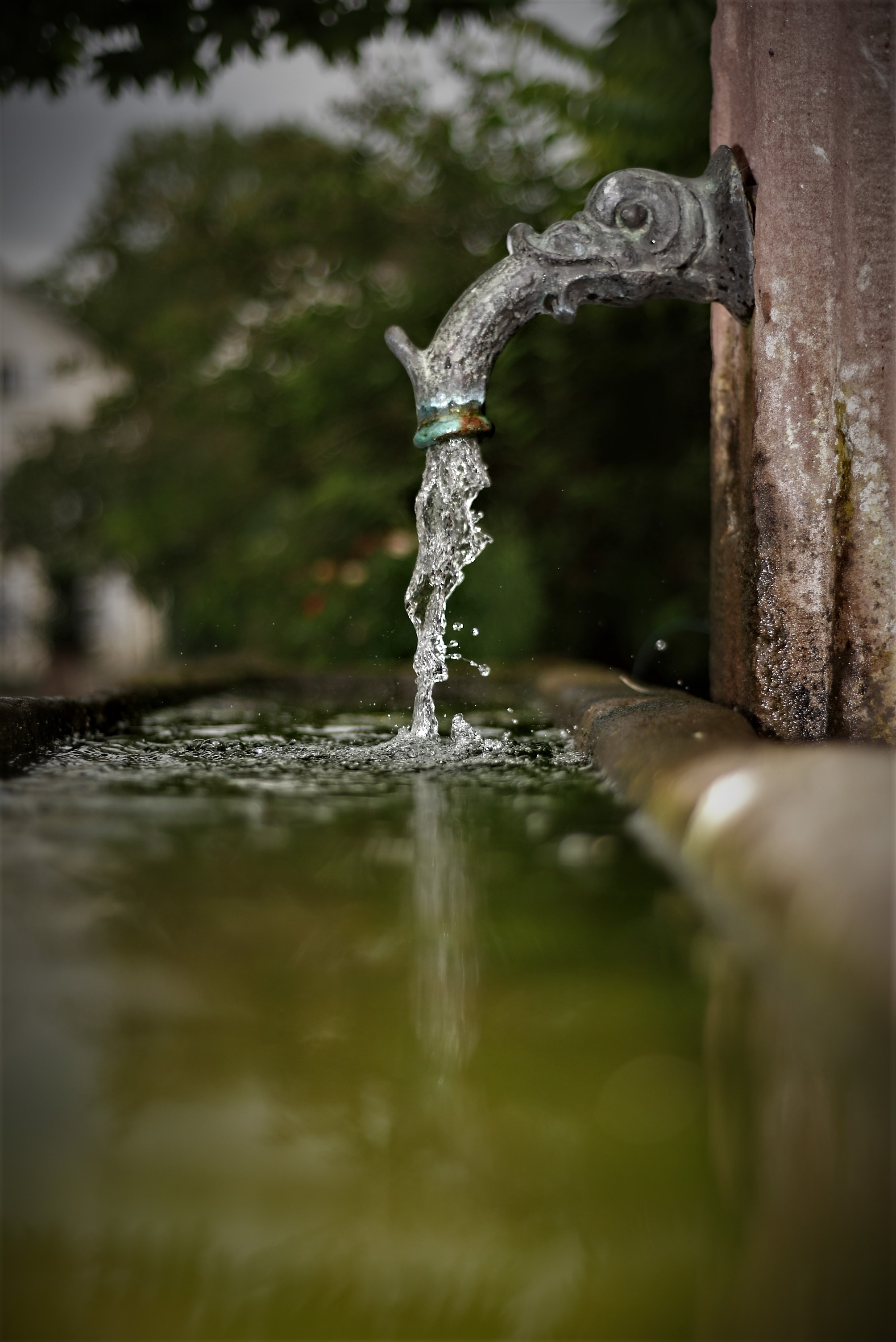
Brunnen von Martenroth

Im 13. Jahrhundert wird das Dorf erstmals mit dem Ortsnamen Martrod urkundlich erwähnt. Besitzer waren damals die Grafen von Katzenelnbogen.
Im Zuge der Gebietsreform in Hessen schloss sich die Gemeinde Algenroth mit 15 weiteren Gemeinden am 31. Dezember 1971 auf freiwilliger Basis zur Gemeinde Heidenrod zusammen. Am 1. Juli 1972 kam noch Martenroth ebenfalls freiwillig hinzu. Für Martenroth wurde wie für alle anderen Ortsteile ein Ortsbezirk mit Ortsbeirat und Ortsvorsteher eingerichtet.

## Kultur und Sehenswürdigkeiten
Als Wahrzeichen von Martenroth steht in der Ortsmitte an der zentralen Straßenkreuzung ein denkmalgeschützter eingeschossiger Bau des späten 19. Jahrhunderts mit Dachreiter und Holztor, eine Kombination von Backhaus und Feuerwehrhaus, wie er als Mehrzweck-Gemeinschaftsbau in kleinen Dörfern früher üblich war. Auch als kleinster Ortsteil von Heidenrod verfügt Martenroth über ein eigenes Dorfgemeinschaftshaus.